# Okřešice
Okřešice (in tedesco Okrzeschitz) è un comune della Repubblica Ceca facente parte del distretto di Třebíč, nella regione di Vysočina.